# Центральный вокзал Умео

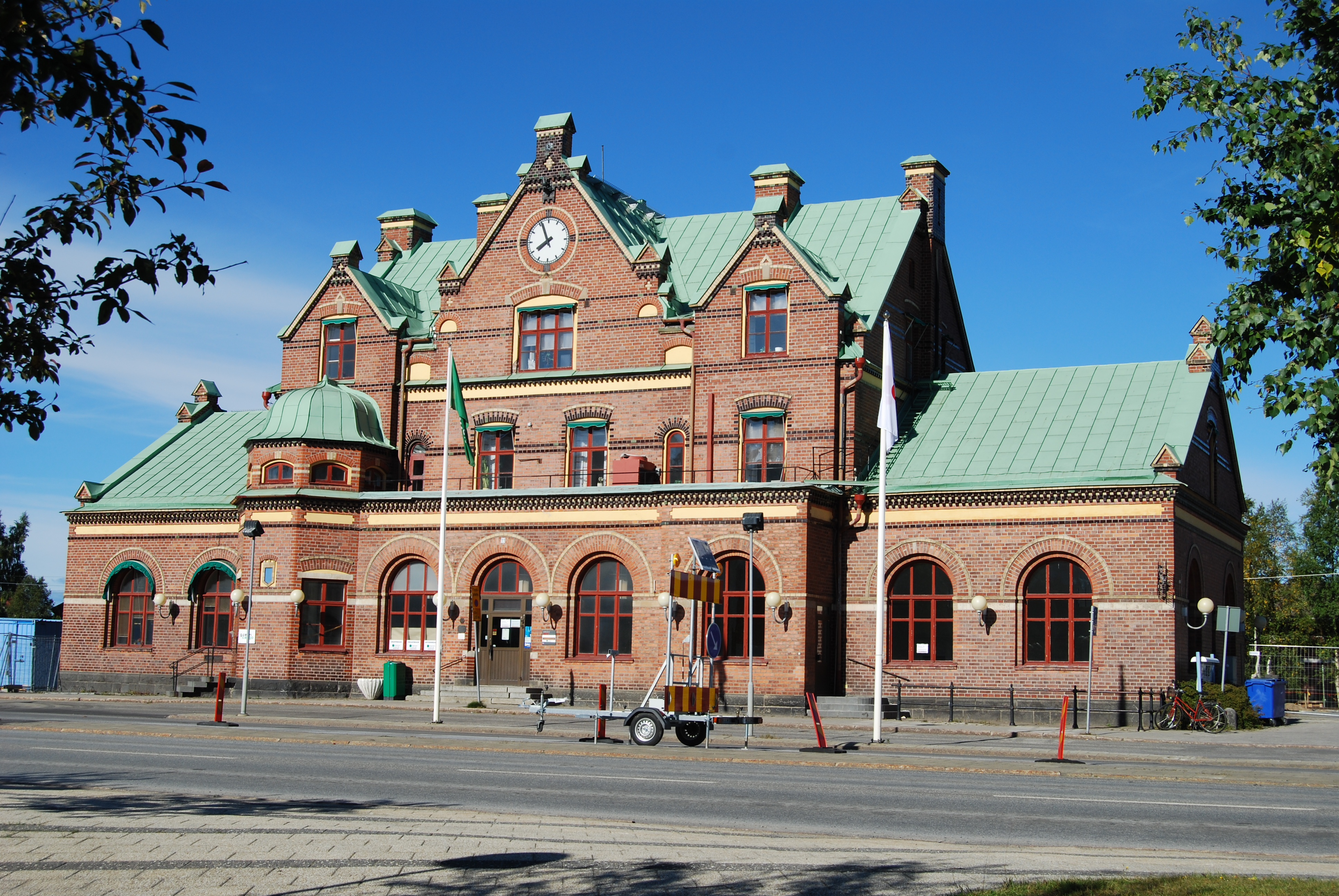
Здание вокзала.

Центральный вокзал Умео (швед. Umeå centralstation или Umeå C) — железнодорожная станция в городе Умео, Швеция. Обслуживается поездами оператора SJ.
Реконструкция станции, согласно которой предусматривалось строительство в том числе новых платформ, началась в июле 2010 года. Станция была закрыта с 7 августа 2010 года по 1 июня 2011 года, и за это время пассажиропоток был перемещён на новый Восточный вокзал Умео. Реконструкция платформы была завершена осенью 2012 года, окончательно все работы завершились в 2013 году.
С мая 2014 года станция находится в собственности муниципалитета Умео.

## Здание
Станция была спроектирована архитектором Фольке Зетервалем и построена в 1895—1896 годах. В 2001 году здание было объявлено памятником архитектуры.